# Klaus Katzur
Klaus Katzur (n. 26 august 1943, Potsdam, Germania Nazistă – d. 4 septembrie 2016, Riesa, Saxonia, Germania) a fost un înotător german, medaliat olimpic. A participat la 3 ediții ale Jocurilor Olimpice (1964, 1968, 1972) în care a câștigat o medalie de argint.